# Косулино (Білоярський міський округ)
Косу́лино (рос. Косулино) — село у складі Білоярського міського округу Свердловської області.
Населення — 2644 особи (2010, 2191 у 2002).
Національний склад станом на 2002 рік: росіяни — 85 %.